# Samsung SCH-i7110
Samsung I7110 – telefon komórkowy firmy Samsung. Obudowa telefonu jest typu block, aluminiowa.

## Funkcje dodatkowe
- Transmisja danych i faksów
- WAP
- SMS
- Alarm
- Budzik
- Data
- Kalkulator
- Słownik
- Stoper
- Zegar